# 阿斯莉·拜拉姆
阿斯莉·拜拉姆（土耳其語：Aslı Bayram，1981年4月1日—）是一名土耳其裔德國模特兒與演員，2005年德國小姐（Miss Germany）后冠獲得者。

## 生平
阿斯莉·拜拉姆出生於達姆施塔特的一個土耳其家庭。她的父親Ali Bayram是一位來自安卡拉的成功商人，她12歲那年，她們家遭到種族主義的新納粹份子開槍攻擊，她的父親為了保護她而被子彈貫穿腹部，不久後即傷重不治。
2005年她獲選為德國小姐，是第一位有土耳其血統的德國小姐。
她的名言是「你可以做到任何事情，如果你真的想去做」（You can do anything if you really want to）

## 錦集
- 互联网电影数据库（IMDb）上《Miss Universe 2005》的资料（英文）
- 互联网电影数据库（IMDb）上《Beyza'nin kadinlari》的资料（英文）
- Jump - with Patrick Swayze, Heinz Hönig, Anja Kruse  (movie, 2006)
- 互联网电影数据库（IMDb）上《Short Cut to Hollywood》的资料（英文）
- 180° - (movie, 2010)
- Sevdah za Karima (movie, 2010) - English title: Blues for Karim (2010)

## 外部連結
- Official website of Asli Bayram （页面存档备份，存于）
- Asli Bayram在互联网电影资料库（IMDb）上的資料（英文）